# Иванов, Даниил Олегович
Даниил Олегович Иванов (род. 26 сентября 2003, Москва) — российский хоккеист, защитник. Мастер спорта России (2024).

## Биография
С пяти лет начал заниматься в московской хоккейной школе «Ястребы», первый тренер Михаил Николаевич Захаренков. В 11 лет перешёл в «Крылья Советов». В сезонах 2019/20 — 2020/21 играл в МХЛ за МХК «Крылья Советов». Со следующего сезона начал выступать за «Химик» Воскресенск в ВХЛ и за МХК «Спартак» Москва в МХЛ. 26 февраля 2023 года в гостевом матче с московским «Динамо» дебютировал за «Спартак» в КХЛ.
Обладатель Кубка Петрова (2023).